# Marino Morettini
Marino Morettini (Vertova, 2 gennaio 1931 – Milano, 10 dicembre 1990) è stato un pistard italiano.
Tra i dilettanti fu campione olimpico nell'inseguimento a squadre ai Giochi di Helsinki 1952, e campione del mondo l'anno dopo nella velocità. Fu poi professionista dal 1954 al 1962.

## Carriera

### Gli esordi e i successi tra i dilettanti
Nato a Vertova, nell'alta provincia di Bergamo, secondo dei sei figli di Vincenzo Morettini e Bambina Cagnoni, nel 1935 si trasferì con la famiglia a Caravaggio. Finita la scuola dell'obbligo, svolse saltuari lavori presso artigiani locali. Giovanni Possenti, uno sportivo caravaggino, gli trasmise la passione per il ciclismo e gli procurò la prima bicicletta da corsa. Ottenne le prime vittorie partecipando ad alcune corse libere tra ragazzi.
Nel 1948 si iscrisse al Pedale Sportivo Trevigliese, mentre nel 1951 passò al Velo Club Varese che gli offrì le garanzie per un'attività dilettantistica di livello. Al Vélodrome d'Hiv di Parigi si aggiudicò il Gran Premio della Medaglia, manifestazione riservata ai giovani sprinter d'Europa. Nel 1950 vinse il suo primo titolo nazionale nel chilometro a cronometro, e stabilì il record del mondo dilettanti di specialità con 1'10"60. A vent'anni, nel 1951, fu selezionato per la prova di velocità ai Campionati del mondo di Milano, nella quale arrivò terzo della finale a tre, con una condotta di gara determinante per la vittoria di Enzo Sacchi.
Nel 1952 ai Giochi olimpici di Helsinki fece parte del quartetto medaglia d'oro nell'inseguimento a squadre, insieme a Guido Messina, Loris Campana e Mino De Rossi, e fu anche medaglia d'argento nel chilometro a cronometro, battuto dal solo Russell Mockridge. Primo bergamasco a fregiarsi del titolo olimpico, per il successo a Helsinki il Comitato olimpico nazionale italiano gli conferì la Medaglia d'Oro al valore atletico e il Presidente della Repubblica Italiana lo nominò Cavaliere della Repubblica per meriti sportivi. Nella stagione 1952 fu anche argento mondiale della velocità a Parigi, superato ancora da Sacchi.
Nel 1953 fu per la quarta volta consecutiva campione italiano nel chilometro a cronometro; si laureò quindi campione del mondo della velocità dilettanti sulla pista di Oerlikon, battendo nella finale a tre il rivale Cesare Pinarello (che lo aveva battuto ai tricolori di specialità) e il tedesco Werner Potzernheim.

### Il professionismo
Il 1954 lo vide passare al professionismo con la maglia della Frejus e cominciare a gareggiare contro velocisti come Antonio Maspes, Enzo Sacchi e Mario Ghella. Tra i pro vestirà anche le maglie di Bianchi, Carpano, Lygie, Fides e Ignis, ma senza eguagliare i risultati ottenuti da dilettante. Ai campionati nazionali per professionisti non andò oltre l'argento nella velocità nel 1956, battuto da Maspes, mentre a livello internazionale colse tre secondi posti (1957, 1959 e 1961) nel Grand Prix de Paris di velocità. Il 29 agosto 1955 a Milano fece anche segnare il record del mondo dei professionisti sui 500 metri lanciati (28"80), primato che verrà superato solo nel 1982 da Robert Dill-Bundi.
Nel 1962 abbandonò definitivamente il ciclismo agonistico dopo quindici anni di attività.

## Dopo il ritiro
Nel 1956 sposò Paola Leoni, dalla quale avrà due figli. Dopo il ritiro iniziò l'attività di ristoratore: stabilitosi a Spino d'Adda, nel 1966 aprì infatti, in un'ala del castello Zineroni Casati, il ristorante "Paredes" che nei decenni seguenti condusse insieme alla moglie.
Il 10 dicembre 1990 all'ospedale san Raffaele di Milano muore stroncato da un tumore al fegato. Riposa nel cimitero monumentale di Caravaggio. Nel 2000 alla presenza dei familiari ed ex compagni di volate, per volere del Comune di Caravaggio, gli viene intitolato il piazzale antistante il Centro Sportivo comunale.

## Palmarès
- 1950 (Dilettanti)

Campionati italiani, Chilometro a cronometro Dilettanti
- 1951 (Dilettanti)

Campionati italiani, Chilometro a cronometro Dilettanti
- 1952 (Dilettanti)

Campionati italiani, Chilometro a cronometro Dilettanti
Giochi olimpici, Inseguimento a squadre (con Loris Campana, Mino De Rossi, Guido Messina)
- 1953 (Dilettanti)

Campionati italiani, Chilometro a cronometro Dilettanti
Campionati del mondo, Velocità Dilettanti (Zurigo)

## Piazzamenti

### Competizioni mondiali
- Campionati del mondo

Milano 1951 - Velocità Dilettanti: 3º
Parigi 1952 - Velocità Dilettanti: 2º
Zurigo 1953 - Velocità Dilettanti: vincitore
- Giochi olimpici

Helsinki 1952 - Inseguimento a squadre: vincitore
Helsinki 1952 - Chilometro: 2º